# Nimet Karakuş
Nimet Karakuş (née le 23 janvier 1993 à Korkuteli) est une athlète turque, spécialiste du sprint.

## Biographie
Aux Championnats du monde juniors 2012 à Barcelone, elle est médaillée d'argent sur 100 mètres, en 11 s 36. Elle participe aux Jeux olympiques de Londres mais ne passe pas le cap des séries.
Elle remporte une médaille de bronze sur 200 mètres, en 23 s 40 (-1,8 m/s), record personnel, lors des Jeux méditerranéens 2013 à Mersin.

## Palmarès
| Date | Compétition                     | Lieu      | Résultat | Épreuve   | Temps   |
| ---- | ------------------------------- | --------- | -------- | --------- | ------- |
| 2012 | Championnats du monde juniors   | Barcelone | 2e       | 100 m     | 11 s 36 |
| 2013 | Jeux de la solidarité islamique | Palembang | 2e       | 100 m     | 12 s 11 |
| 2013 | Jeux de la solidarité islamique | Palembang | 1re      | 4 x 100 m | 46 s 59 |
| 2013 | Jeux méditerranéens             | Mersin    | 3e       | 200 m     | 23 s 40 |
| 2014 | Championnats des Balkans        | Pitești   | 7e       | 100 m     | 12 s 01 |
| 2017 | Jeux de la solidarité islamique | Bakou     | 7e       | 100 m     | 11 s 87 |
| 2017 | Jeux de la solidarité islamique | Bakou     | —        | 4 x 100 m | DNF     |

## Records
| Épreuve    | Performance | Lieu      | Date         |
| ---------- | ----------- | --------- | ------------ |
| 100 mètres | 11 s 33     | Eskişehir | 23 juin 2012 |
| 200 mètres | 23 s 40     | Mersin    | 26 juin 2013 |